# Бранислав Зеремски
Бранислав Зеремски (Београд, 19. септембар 1959) српски је глумац.

## Биографија
Бранислав Зеремски је рођен 19. септембра 1959. године у Београду. Завршио глуму на Факултету драмских уметности у Београду у класи професора Огњенке Милићевић 1984. године. Дипломски рад је радио код професора Владимира Јефтовића. Одмах по завршетку студија постао је  стални члан позоришта Атеље 212.
Дебитовао је у дечјем Позоришту „Пуж” у представи Јулија и Ромео од Вилијама Бранка. Истакао су улогама у позоришним представама: Живот и прикљученија војника Ивана Чонкина, Метастабилни Граал, Последња рука пред фајронт, Просјачка опера, Кнегиња из Фоли Бержера, Марија Стјуарт, Човек, звер и врлина, Арт, Иза кулиса, Дивљи мед , Бедни људи, Прва љубав, Чудо у Шаргану, Грђанин племић, Брана, Краљ Лир, Радован Трећи, Путујуће позориште Шопаловић, Невиност, Прљаве руке, Трст, Ревизор, Свети Георгије убива аждаху, Сентандрејска рапсодија, Тамо амо, Хотел слободан промет, Покојник , Кловн Бане, Пепељуга, Неваљала принцеза, Снежана и седам-осам патуљака, Барон Лагиша, Чаробни кројач, Принцеза на зрну грашка, Мачка у чизмама, Тесла, Бајка о позоришту.

## Награде
- Награда Милош Жутић - 1998. године за улогу Ивана у представи Арт;
- Награду за епизодну улогу за филм Урнебесна трагедија на Филмским сусретима у Нишу;
- Награде за најбољег глумца на Фестивалу Дечијих позоришта у Котору за улоге у представама Пепељуга, 1997. године и Мачка у чизмама 2003. године;
- Награда специјални Ардалион на Фестивалу у Ужицу за улогу у представи Брана;
- Награду уредништва Новости за епизодну улогу Благоја Бабића у представи Путујуће позориште Шопаловић.[3]

## Филмографија
| Год.         | Назив                                     | Улога                  |
| ------------ | ----------------------------------------- | ---------------------- |
| 1980. е      |                                           |                        |
| 1982.        | Бунар                                     | Павле                  |
| 1982.        | Саблазан                                  | Мишић                  |
| 1984.        | Андрић и Гоја                             |                        |
| 1984.        | Давитељ против давитеља                   | Родољуб Јовановић      |
| 1985.        | Томбола                                   |                        |
| 1987.        | Случај Хармс                              | Малограђанин           |
| 1987.        | Waitapu                                   | Звонимир               |
| 1987.        | The Felons                                |                        |
| 1989.        | Борис Годунов                             |                        |
| 1990. е      |                                           |                        |
| 1990.        | Гала корисница: Атеље 212 кроз векове     |                        |
| 1991.        |                                           | Зел                    |
| 1993.        | Рај                                       | Гост у борделу         |
| 1994.        | Два сата квалитетног ТВ програма          | Званично лице          |
| 1994.        | Жеља звана трамвај                        | Сима, Милкин муж       |
| 1994.        | Полицајац са Петловог брда (серија)       | Инспектор Спасојевић   |
| 1994.        | Ни на небу, ни на земљи                   |                        |
| 1995.        | Пакет аранжман                            | Богдан из Земуна       |
| 1995.        | Урнебесна трагедија                       | Таса „Тица“            |
| 1995.        | Отворена врата                            | Болничар               |
| 1995.        | Крај династије Обреновић                  |                        |
| 1995.        | Наслеђе                                   |                        |
| 1996.        | Мали кућни графити                        | Мистер Стив            |
| 1997.        | До коске                                  | Возач                  |
| 1997.        | Три летња дана                            | Гане                   |
| 1997.        | Горе доле                                 | Пословни партнер       |
| 1998.        | Канал мимо                                | Геније                 |
| 1998.        | Кнегиња из Фоли Бержера                   | Сандел                 |
| 2000. е      |                                           |                        |
| 2002.        | Држава мртвих                             | Словеначки официр      |
| 2002.        | Мртав ’ладан                              | Ђура                   |
| 2002.        | Подијум                                   |                        |
| 2002–2003.   | Казнени простор                           | Деда Мраз              |
| 2003.        | Волим те највише на свету                 | Бобан                  |
| 2003.        | М(ј)ешовити брак                          |                        |
| 2003.        | Арт                                       | Иван                   |
| 2004.        | Смешне и друге приче                      |                        |
| 2004.        | Мајмунољубци                              | Чарл Дарвин            |
| 2004.        | Лифт                                      | Петар Јоцић            |
| 2004.        | Сиви камион црвене боје                   | Мирко                  |
| 2005.        | Пелине ђаконије                           |                        |
| 2008.        | Село гори, а баба се чешља                | Прцоје                 |
| 2009.        | Свети Георгије убива аждаху               | Криви Лука             |
| 2009.        | Добро јуро и фовиђења                     | Таксиста               |
| 2009.        | Оно као љубав                             | Рођа                   |
| 2010. е      |                                           |                        |
| 2010.        | Може и другачије (ТВ серија)              | Породични терапеут     |
| 2010.        | Наша мала клиника -Србија- (ТВ серија)    | Оџачар                 |
| 2011.        | Tamara's Absence                          | Jerkovic               |
| 2011.        | Октобар                                   | Суви                   |
| 2011.        | Приче из гроба                            |                        |
| 2011-2012.   | Цват липе на Балкану (ТВ серија)          | Моша Вајс              |
| 2014.        | Излаз у случају опасности                 | господин Филиповић     |
| 2014-2015.   | Јагодићи (ТВ серија)                      | Кириџија               |
| 2015.        | Психо сеанса                              |                        |
| 2016.        | Уочи Божића                               | Сељак                  |
| 2016.        | У потрази за Дори                         | Чарли (Дорин отац)     |
| 2017.        | Легенда о Грлици                          | Стеван Христић         |
| 2017.        | Пансион Европа (ТВ серија)                | Бранко                 |
| 2018.        | Шифра Деспот (ТВ серија)                  | Миљан                  |
| 2018.        | Истине и лажи (ТВ серија)                 | Крста                  |
| 2018.        | Војна Академија (ТВ серија)               | Кистос                 |
| 2018.        | Пет                                       | Мишко                  |
| 2019.        | Упознајте Корнелија                       | Риђички                |
| 2019.        | Народно позириште у 10 чинова (ТВ серија) | глимац, Норман         |
| 2019.        | Делиријум транс (ТВ серија)               | Фотограф               |
| 2019.        | Реална прича                              | доктор                 |
| 2019.        | Слатке муке (ТВ серија)                   | човек у сипермаркету   |
| 2020. е      |                                           |                        |
| 2020.        | Калуп (ТВ серија)                         | Ђукић                  |
| 2020.        | Златни век- 100 година опере (ТВ серија)  | Дриги љубитељ опере    |
| 2020.        | Мама и тата се играју рата                | доктор                 |
| 2020—У току. | Камионџије д. о. о.                       | Грча Јарац             |
| 2021.        | Дођи јуче                                 | Живорад Ракић Гонзалес |
| 2021.        | Краљ                                      | Љуба Стојановић        |
| 2021.        | Швиндлери                                 | Ратник                 |
| 2021.        | Бранилац                                  | железничар             |
| 2021.        | Ко јр смедтио јастребу                    | инспектор              |
| 2021-2022.   | Радио Милева                              | Сића                   |
| 2021.        | Александар од Југославије (серија)        | Љубомир Стојановић     |
| 2021.        | Феликс (серија)                           | Миланче                |
| 2022.        | Либерта — рађање града                    |                        |
| 2022.        | Зборница                                  |                        |
| 2022.        | Либерта-Рамање града                      |                        |
| 2022.        | Ала је леп овај свет                      | Стари библиотекар      |
| 2022-2023.   | Шетња са лавом (ТВ серија)                | Библиотекар Врабац     |
| 2023.        | Убице мог оца                             | Шеф филијале           |
| 2023.        | Ко жив ко мртав                           | Миша                   |
| 2024.        | Дрим тим (ТВ серија)                      | Марли Жика Јоргачевић  |
| 2024.        | Време смрти (ТВ серија)                   | берберин               |
| 2024.        | Дерби у кафани Аутокоманда (ТВ серија)    | Миодраг Симић Џони     |
| 2024.        | Отворена врата 2 (ТВ серија)              | Милан Радун            |
| 2024.        | Нобеловац (ТВ серија)                     | Младен Лесковац        |
| 2025-        | Зваћеш се Варвара (ТВ серија)             | манастирски доктор     |